# Национал-анархизм
Национа́л-анархи́зм — антикапиталистическая, антимарксистская, антиэтатисткая и антикоммунистическая идеология. Национал-анархисты выступают за естественный порядок и посткапиталистическое безгосударственное общество, в котором однородные сообщества различных этнических или расовых групп могли бы свободно развиваться отдельно в своих собственных племенных общинах, называемых национальными автономными зонами, которые являются политически меритократическими, экономически взаимообусловленными, экологически устойчивыми, социально и культурно традиционными.
Хотя термин «национал-анархизм» восходит ещё к 1920-м годам, современное национал-анархистское движение было создано в конце 1990-х годов британским политическим активистом Троем Саутгейтом, который позиционирует его как выходящее за пределы левого и правого. Ученые, которые изучали национал-анархизм, пришли к выводу, что он представляет собой дальнейшую эволюцию в мышлении ультраправых, а не совершенно новое измерение в политическом спектре.
Национал-анархизм вызвал скептицизм и откровенную враждебность как у левых, так и у ультраправых критиков. Первые обвиняют национал-анархистов в том, что они не более чем белые националисты, пропагандирующие коммунальную форму этноплюрализма, в то время как вторые утверждают, что они хотят называть себя анархистами без исторического и философского багажа, который сопровождает такое утверждение.

## Суть национал-анархизма
Консервативно-революционная концепция анархизма, сформулированная немецким философом Эрнстом Юнгером, занимает центральное место в национал-анархизме. Национал-анархисты подчеркивают, что искусственный национализм национального государства, которому они противостоят, следует отличать от естественного национализма народа, который, по их мнению, в более последовательных выражениях является отказом как от внешнего господства (империализм), так и от внутреннего господства (этатизм). Национал-анархисты рассматривают либерализм, материализм, потребительство, иммиграцию, мультикультурализм и глобализацию как первопричины социального упадка наций и культурной идентичности. Они предлагают стратегический и идеологический союз этнических националистов и сепаратистов по всему миру, евразийцев в России, исламистов в странах с мусульманским большинством и антисионистов повсюду, чтобы противостоять Новому мировому порядку — глобализации, рассматриваемой как инструмент международного банковского и американского империализма.
Национал-анархизм перекликается с большинством анархистских движений, выражая желание реорганизовать человеческие отношения, с акцентом на замену иерархических структур государства и капитализма местным общинным процессом принятия решений. Однако национал-анархисты подчеркивают необходимость восстановления естественного порядка и стремятся к децентрализованному социальному порядку, при котором каждое новое племя строит и поддерживает постоянную автономную зону для самодостаточной общины, которая является политически меритократической, экономически взаимообусловленной, экологически устойчивой и социально и культурно традиционной.
Отстаивая право на различие, национал-анархисты публично отстаивают модель общества, в которой общины, желающие практиковать расовый, этнический, религиозный или сексуальный сепаратизм, могут мирно сосуществовать вместе со смешанными или интегрированными общинами, не требуя применения силы. Они утверждают, что национальные автономные зоны могли бы существовать со своими собственными правилами постоянного проживания без строгого этнического разделения и насилия, пропагандируемого другими формами этнического национализма крови и почвы. Однако некоторые ведущие национал-анархисты в прошлом заявляли, что изначально задумывали идею только белых нацистов, которые отделились от экономики государства, создание запретных зон для нежелательных этнических групп и государственных властей — как повстанческую стратегию для разжигания гражданских беспорядков и расовой напряженности, существенную прелюдию к расовой гражданской войне и краху капиталистической системы. 

## Концепция развития нации в национал-анархизме
Национал-анархизм отрицает представление о том, что нации якобы сложились в период становления капитализма и могут существовать только вместе с государством. Национал-анархисты придерживаются примордиалистской точки зрения в этнологии. Так, национал-анархисты считают, что нация — естественно сложившаяся внеисторическая общность людей, объединённых единством этнического происхождения и территорией проживания.
Концепцию развития нации в национал-анархизме можно выразить следующей схемой:
раса → этнонация (этнос) → народ (национальность) → нация → этнонация
Раса — самые первичные человеческие общности, распавшиеся по причине того, что люди, их составляющие, не смогли ужиться друг с другом в силу объективных и субъективных различий и объединились в более естественные для себя общности — этнонации. Распад рас говорит о том, что этносы, их составляющие, обладали абсолютно разными национальными качествами и менталитетом, что и послужило гибелью рас. Пример рас: индоевропейская, негроидная и др.
Этнонация (этнос) — этнические нации, возникшие после распада рас. В мифах народов разных стран этот период назван «золотым веком». Но этносы в свою очередь распались из-за своего менталитета. В некоторых этносах начало происходить расслоение по социальному признаку. Обусловлено это тем, что в них существовала кровнородственная община, означавшая беспрекословное подчинение всех членов рода его главе. Со временем главы родов превратились в правителей, которые начали войны ради подчинения себе более слабых родов, завоевания их земли и богатства. В дальнейшем для того, чтобы держать покорённые роды в покорности, был создан институт государства. Однако вскоре, из-за всё более заметного имущественного расслоения, общество разделилось ещё и на классы. Классы, сколько бы их ни было, делятся на две большие группы: класс-паразит, который ничего не производит, а только потребляет продукцию и управляет людьми, и класс-производитель, изготовляющий всю продукцию и не имеющий власти. Это разделение на классы было создано для того, чтобы окончательно разрушить этнические традиции. Со временем государство стало защищать интересы только паразитического класса, а всех остальных людей — угнетать. Так распались этнонации. Однако в других этносах, где главенствовала соседская община, этого распада не произошло. Они распались потом, когда государство и имущественное расслоение было принесено им другими народами. Пример этнонаций: славяне, германцы, тюрки и др.
Народ (национальность) — человеческие общности, возникшие в результате распада этнонаций. Это современные народы, такие как русские, немцы и др. Они стали существовать уже в государственный период. Их отличие от наций в том, что народ не имеет общности территории. Например, если русский живёт в России, то он принадлежит к русской нации, если же русский живёт за границей, то он русский по национальности, принадлежит к русскому народу, но членом нации не является.
Нация — человеческая общность, характеризующаяся общностью этнического происхождения и территории. Нации существуют только в определённых границах, но границы могут быть не только политическими, но и административными. Поэтому существование наций в безгосударственном строе вполне возможно. Представителями нации могут считаться только представители класса-производителя, так как паразитический класс своими действиями, как то: созданием государства и управлением людьми, имущественным разделением внутри нации, эксплуатацией родственных себе этнически людей, предал свою нацию. Класс-паразит, как и государство, и капитализм — враг нации. Представители этого класса могут влиться в нацию только тогда, когда откажутся от своей роли и станут жить и трудиться наравне со всеми.
Национал-анархисты призывают к национальной революции в этнически родственных странах, так как подразумевается, что каждый народ, обладая особым менталитетом, имеет определённую склонность к анархическим идеям. Высшей стадии своего развития нация достигает тогда, когда осознаёт, что государство, капитализм и люди, их поддерживающие, являются её врагами и их необходимо уничтожить. Безгосударственный же строй, напротив, раскроет все скрытые способности нации, поможет достигнуть ей необычайных высот в культурном и технологическом развитии.
Революция, которая по замыслу должна произойти в этнически родственных странах, уничтожит государства этих стран и освободит нации, которые, объединяясь в федерации, воссоздадут некогда уничтоженные государством этнонации, и человечество опять вернётся в «золотой век». Таким образом, национал-анархизм выступает за создание коммун и федераций по национально-этническому признаку (Славянская Федерация, Тюркская Федерация и др.). Причём создание таких коммун и федераций произойдёт естественным путём, ибо каждый народ стремится жить с похожими себе людьми, интернационализм и космополитизм чужд любой нации. Им могут быть заражены лишь отдельные люди, являющиеся врагами нации, которые используют эти термины как прикрытие ради уничтожения всего национального и достижения власти.

## Создание национальных федераций
Национал-анархизм придерживается той точки зрения, что государство можно уничтожить только путём национальной революции.
После революции, уничтожающей государство и капитализм, а также всех, кто их поддерживает и сражается против нации, формируются национальные коммуны. Такое формирование по мнению национал-анархистов произойдёт естественным путём. Всем национальным меньшинствам предоставляется независимость. Тем, кто захочет жить в национальной коммуне вместе с другим народом, придётся уважать традиции и культуру того народа, лишь на условиях уважения к культуре и традициям основного народа они будут приняты в коммуну.
Коммуны же в свою очередь объединятся в национально-этнические федерации (Славянская Федерация и др.), состоящие из этнически родственных народов, каждый из которых будет полностью автономен. Так воссоздадутся этнонации. Федерации не будут иметь политической власти, а только решать административные вопросы.
Израильский теоретик Овадья Шохер рассматривает национал-анархизм несколько иначе. По его мнению, анархические общины вправе придерживаться любых взглядов — от либертарианских до фашистских, включая любую градацию национализма. Анархизм Шохера направлен на оправдание израильских поселений Западного берега, закрытых для арабов.